# ريك جاكسون
ريك جاكسون (بالإنجليزية: Rick Jackson)‏ مواليد 26 مايو 1989 في فيلادلفيا، هو لاعب كرة سلة أمريكي معتزل. بدأ مسيرته الاحترافية في سنة 2011. لعب مع فريق بروفنس كلاعب وسط. حمل الرقم 18. يبلغ طوله 6 قدم 9 بوصة (2.1 م). لعب مع كرانسي أوكتيابر وآيوا إنرجي.

## روابط خارجية
- ريك جاكسون على موقع سبورتس رفرنس (الإنجليزية)
- ريك جاكسون على موقع كرة السلة الأوروبية.كوم (الإنجليزية)
- ريك جاكسون على موقع DraftExpress.com (الإنجليزية)
- ريك جاكسون على موقع إي إس بي إن.كوم (الإنجليزية)
- ريك جاكسون على موقع كلية كرة السلة في سبورتس رفرنس.كوم (الإنجليزية)
- ريك جاكسون على موقع ريلجم (الإنجليزية)
- ريك جاكسون على موقع بروبوليرز (الإنجليزية)
- ريك جاكسون على موقع سبورتس رفرنس (الإنجليزية)
- ريك جاكسون على موقع سبورتس رفرنس (الإنجليزية)